# Trenton (Missouri)
Trenton é uma cidade localizada no estado americano de Missouri, no Condado de Grundy.

## Demografia
Segundo o censo americano de 2000, a sua população era de 6216 habitantes.
Em 2006, foi estimada uma população de 6086, um decréscimo de 130 (-2.1%).

## Geografia
De acordo com o United States Census Bureau tem uma área de
15,9 km², dos quais 15,1 km² cobertos por terra e 0,8 km² cobertos por água.

## Localidades na vizinhança
O diagrama seguinte representa as localidades num raio de 20 km ao redor de Trenton.